# Motorsport-Rennstrecke

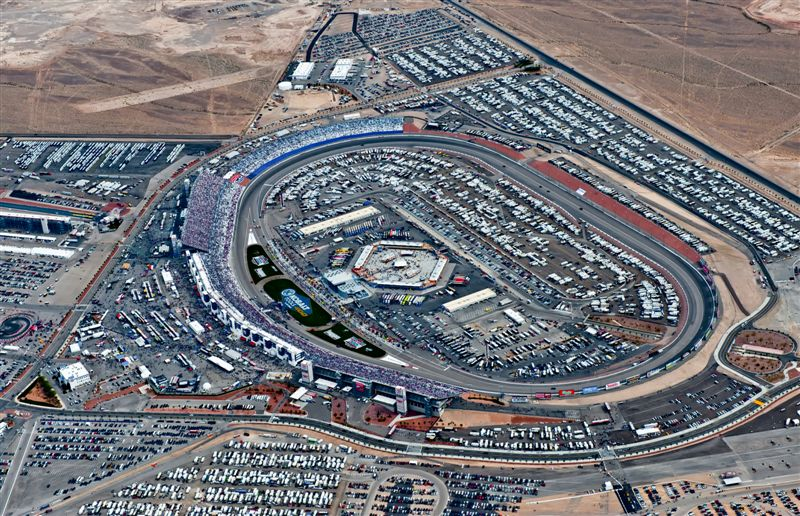
Eine Motorsport-Rennstrecke in Las Vegas

Eine Motorsport-Rennstrecke ist eine abgegrenzte und für den öffentlichen Verkehr gesperrte Rennstrecke, auf der Motorsport-Wettbewerbe ausgetragen werden.

## Unterschiedliche Rennstrecken-Formen
Man unterscheidet offene und geschlossene Rennstrecken. Offene Rennstrecken zeichnen sich dadurch aus, dass Start (Punkt A) und Ziel (Punkt B) voneinander entfernt liegen und die Strecke in der Regel nur einmal befahren wird. Sie werden im Rallyesport für einzelne Wertungsprüfungen sowie bei Rallyesprints, Bergrennen oder Dragster-Beschleunigungsrennen genutzt. Zumeist sind Rennstrecken aber geschlossene Rundkurse, die über mehrere Runden befahren werden (Rundstreckenrennen). Start und Ziel sind dann üblicherweise an derselben Stelle zu finden.
Rennstrecken können permanent oder temporär eingerichtet sein. Permanente Rennstrecken werden fast ausschließlich für den Motorsport verwendet und sind für den öffentlichen Verkehr nicht freigegeben. Temporäre Rennstrecken werden hingegen oftmals nur für wenige Tage auf öffentlichen Straßen angelegt. Dazu wird die Strecke kurzzeitig für den Verkehr gesperrt und mit der für das Rennen erforderlichen Infrastruktur versehen. Dabei unterscheidet man Stadtkurse, die in Innenstädten genutzt werden, Flugplatzkurse, die einzig für das betreffende Rennen auf Zivil- oder Militärflugplätzen entstehen, und Rennstrecken, die auf Landstraßen angelegt werden. Im Gegensatz zu permanenten Rennstrecken werden temporäre Rennstrecken (beispielsweise für Rallye-Wertungsprüfungen, Stadtkurs- oder Flugplatz-Autorennen, Autocross und Eisrennen) unmittelbar vor dem und zeitlich begrenzt für den betreffenden Wettbewerb erstellt oder abgesperrt.
Die Strecke Circuit des 24 Heures ist eine der wenigen semi-permanenten Rennstrecken. Im Rahmen der 24-Stunden-Rennen von Le Mans wird die permanente Rennstrecke Circuit Bugatti für eine Woche um 9,207 km abgesperrte öffentliche Straßen erweitert.
Die bekannteste temporäre Rennstrecke ist der Circuit de Monaco, für den alljährlich große Teile des Straßenverkehrs im Fürstentum Monaco gesperrt werden, um dort den großen Preis von Monaco im Rahmen der Formel-1-Weltmeisterschaft auszutragen. Ebenfalls im Rennkalender der Formel 1 befindet sich mit dem Silverstone Circuit ein ehemaliges Flugplatzgelände der britischen Luftwaffe. Dieses wurde allerdings schon 1948 zu einer permanenten Rennstrecke umgestaltet. Während man anfangs noch auf den originalen Start- und Landebahnen fuhr, erfolgt der Rennbetrieb heutzutage vornehmlich auf den Verbindungswegen des Geländes, die im Laufe der Zeit vor allem sicherheitstechnischen Änderungen unterzogen wurden.
Bei den permanenten, geschlossenen Rennstrecken unterscheidet man Straßenkurse, bei denen sich Kurven in verschiedene Richtungen aneinanderreihen und Ovalkurse, die laut Vorgaben der Weltautomobilsporthoheit FIA aus bis zu vier Linkskurven bestehen.
Der Bodenbelag von Rennstrecken ist unterschiedlich. Meistens handelt es sich um Asphalt. Vielfach besteht der Belag aber auch aus Beton, Gras, Erde, Sand, Schotter oder Schnee respektive Eis.
Rennstrecken werden nicht nur für Rennen, sondern auch für Testfahrten und Schulungen genutzt. Auf manchen Rennstrecken ist es auch möglich, mit dem privaten PKW oder Motorrad gegen Entgelt ohne die im öffentlichen Straßenverkehr geltenden Beschränkungen zu fahren.

## Diverse Rennstrecken-Typen

### Rennstrecken für Formel-, Touren- und Sportwagenrennen
Formel-, Touren- und Sportwagenrennen können auf permanenten oder temporären Rundkursen durchgeführt werden. Den FIA-Regeln zufolge müssen diese aus Asphalt bestehen und sollten nicht länger als 7 km sein. Die Mindestlänge einer Rennstrecke für Formel-1-Rennen beträgt 3,5 km, eine der bekanntesten Ausnahmen ist der Circuit de Monaco mit 3,340 km. Für Tourenwagenrennen muss die Strecke je nach Renndauer 3,0, 3,2 oder 4,0 km lang sein, für Sportwagenrennen müssen Rennstrecken eine Mindestlänge zwischen 3,5 und 4,7 km aufweisen.
Die Mindestbreite beträgt 12 m, auf der Startgeraden bis zum Ende der ersten Kurve sogar 15 m. Das Längsgefälle ist im Verhältnis zur Geschwindigkeit reglementiert, die Startgerade soll nicht mehr als 2 % Gefälle aufweisen. Das Gefälle quer zur Fahrtrichtung soll für die Drainage 1,5 bis 3 % betragen. Bis 2020 durfte die Überhöhung von Kurven nach FIA-Richtlinien 10 % nicht überschreiten, 2021 wurde der Circuit Park Zandvoort für die Formel 1 mit Überhöhungen bis zu 18 % umgebaut. Jeder Startplatz muss eine Länge von 6 m (in der Formel 1 sogar 8 m) haben.

### Autocross-Rennstrecken
Dem Reglement der FIA zufolge können Autocross-Rundstrecken sowohl temporär als auch permanent sein, müssen eine Gesamtlänge zwischen 600 und 2.000 Meter aufweisen und ausschließlich über losen Streckenbelag (Erde, Sand, Schotter usw.) verfügen. Der Startplatz darf allerdings asphaltiert oder betoniert sein.

### Rallycross-Rennstrecken

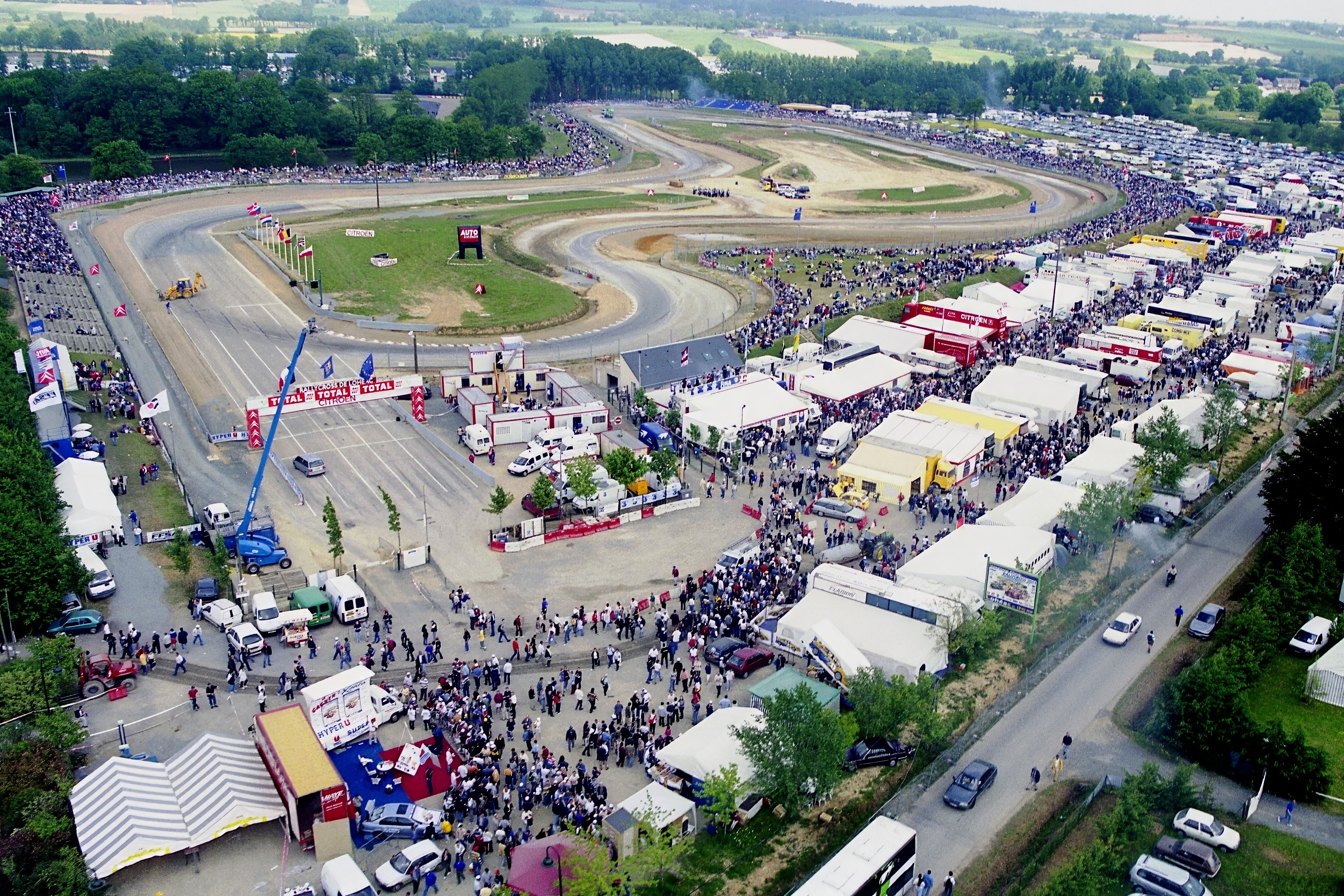
Die Rallycross-Strecke Circuit de Lohéac bei Rennes in der Bretagne

Das Rallycross wird laut FIA-Regeln ausschließlich auf permanenten Rennstrecken mit wechselndem Belag (min. 35 bis max. 60 % Asphalt oder Beton, ansonsten loser Untergrund, zumeist Schotter) durchgeführt. Die Rundenlänge beträgt 950 bis 1400 Meter. In Deutschland sind dem DMSB-Reglement zufolge Rallycross-Rennen ausnahmsweise auch auf Autocross-Strecken möglich, wenn dort zumindest der Startplatz asphaltiert oder betoniert wurde („Matschenberg Offroad Arena“, Weigsdorf-Köblitz). Darüber hinaus genehmigt der DMSB aber auch Rallycross-Rennen auf Strecken mit fast ausschließlich Asphaltbelag (Gründautalring, Gründau-Lieblos).

### Rennstrecken für Eisrennen
Die Rennstrecken für die immer populärer werdenden Eisrennen sind ausschließlich temporäre Pisten. In Frankreich und einigen anderen Alpenländern werden sie mit natürlichem Schnee oder in milden Wintern mit Schneekanonen präpariert, zusätzlich benötigtes Wasser dient dazu, den Kurs zu verfestigen. In Skandinavien dagegen wird einzig in sehr strengen Wintern ein Rundkurs auf dem dann über einen halben Meter dicken Eis eines Sees abgesteckt. Für derartige Rennen kommen fast immer mit sehr vielen kurzen Spikes oder etwa 25 mm langen Nägeln überzogene Spezialreifen zum Einsatz, eher selten sind aber auch relativ normale M&S-Reifen vorgeschrieben.

## FIA-Einstufung
| Grad             | Geeignet für | Beispiel                                                          |
| ---------------- | --- | ----------------------------------------------------------------- |
| 1                | Formel 1 | Bahrain International Circuit                                     |
| 1T               | private Formel-1-Tests | Circuito de Navarra                                               |
| 2                | Monoposti der Gruppen D und E (über 2500 cm³) außer Formel 1 Sportwagen der Gruppen CN und E (SR1, SR2, LMP1, LMP2 sowie alle über 2500 cm³) historische Autos der Gruppen F1/4, TSRC 17, 18, 29, 30, 41, 42, 47, 48 sowie alle historischen Autos der Periode Z außer Gruppe B und WRC | Circuit Bugatti                                                   |
| 3                | Monoposti der Gruppen D und E (bis 2500 cm³), außer die bei Grad 1+2 aufgeführten Sportwagen der Gruppen CN und E, außer die bei Grad 2 aufgeführten Autos der Kategorie II der Gruppen GT1, GT2, GT3                                                                                   | Slovakiaring                                                      |
| 4                | Monoposti der Gruppen D und E (bis 1600 cm³) Sportwagen der Gruppen CN und E (bis 1600 cm³) Autos der Kategorie I der Gruppen N, R, A und SP (Tourenwagen) historische Autos gemäß der Appendix K (PDF; 7,7 MB)-Regularien, außer die bei Grad 2 aufgeführten                           | Salzburgring                                                      |
| 5                | Fahrzeuge, die durch alternative Energien angetrieben werden, wie Solar- und Elektroautos | Formel-E-Rennstrecke Moskau                                       |
| 6 - 6A - 6R - 6G | Offroad - Autocross - Rallycross - Eisrennen | - Matschenberg Offroad Arena - Estering - momentan nicht vergeben |